# Quintus Pomponius Sanctianus
Quintus Pomponius Sanctianus war ein im 2. und 3. Jahrhundert n. Chr. lebender Angehöriger des römischen Ritterstandes (Eques).
Durch drei Inschriften, die in Tel Shalem gefunden wurden und von denen eine auf 197/209 datiert ist, ist belegt, dass Sanctianus Kommandeur (Praefectus equitum) der Ala VII Phrygum war.